# 네이비 블루

감색(紺色), 네이비 블루(navy blue)는 매우 어두운 음영의 파랑색이다. 감색의 영어 낱말 네이비 블루는 1748년 이후로 영국의 왕립해군의 장교들이 입은 짙은 복장의 파란색에서 비롯된 것으로, 전 세계 다른 해군들에 최종 채택되었다. 이 색의 이름은 선원의 제복의 일반적인 색상에서 취한 것으로, 19세기 초에 처음 사용되기 시작했고 처음에는 마린 블루(marine blue)로 불리었으나 색의 이름은 곧 네이비 블루로 변경되었다.
영어로 색 이름으로서의 네이비 블루의 초기 용례는 1840년에 있었으나 옥스포드 영어사전은 1813년부터 인용하고 있다.

## 문화에서

### 컴퓨터
- "navy"라는 색은 원래의 16개의 HTML/CSS색 가운데 하나로 1980년대 말 표준화된 컴퓨터 디스플레이를 위해 처음 공식화되었다.

### 음악
- Navy Blue는 Diane Renay의 음반명이다.(CD의 모든 노래는 선원에 관한 것이다)[10]

### 스포츠
네이비 블루는 수많은 프로 및 대학 스포츠 팀에서 사용된다:
| 축구 - 스코틀랜드 축구 국가대표팀 - 미국 남자, 여자 국가대표팀 - 폴커크 FC - 토트넘 홋스퍼 FC - 웨스트브로미치 앨비언 FC - 제노아 CFC - 멜버른 빅토리 FC - FC 지롱댕 드 보르도 - 페네르바흐체 S.K. - 파리 생제르맹 FC - 시카고 파이어 - 로스앤젤레스 갤럭시 - 뉴잉글랜드 레벌루션 - 뉴욕 시티 FC - 필라델피아 유니언 - 스포팅 캔자스시티 - 밴쿠버 화이트캡스 FC 오스트레일리안 풋볼 리그 - 애들레이드 크로스 - 칼턴 블루스 - 절롱 캣츠 - 멜버른 데몬스 - 웨스트 코스트 이글스 메이저 리그 베이스볼 - 애틀랜타 브레이브스 - 보스턴 레드삭스 - 클리블랜드 인디언스 - 디트로이트 타이거스 - 밀워키 브루어스 - 미네소타 트윈스 - 뉴욕 양키스 - 세인트루이스 카디널스 - 샌디에이고 파드리스 - 시애틀 매리너스 - 탬파베이 레이스 - 워싱턴 내셔널스 | 전미 농구 협회 - 댈러스 매버릭스 - 덴버 너기츠 - 인디애나 페이서스 - 멤피스 그리즐리스 - 미네소타 팀버울브스 - 뉴올리언스 펠리컨스 - 오클라호마시티 선더 - 유타 재즈 - 워싱턴 위저즈 내셔널 풋볼 리그 - 시카고 베어스 - 댈러스 카우보이스 - 덴버 브롱코스 - 휴스턴 텍선스 - 로스앤젤레스 램스 - 뉴잉글랜드 패트리어츠 - 샌디에이고 차저스 - 시애틀 시호크스 - 테네시 타이탄스 내셔널 하키 리그 - 버펄로 세이버스 - 콜럼버스 블루재키츠 - 에드먼턴 오일러스 - 플로리다 팬서스 - 내슈빌 프레더터스 - 세인트루이스 블루스 - 워싱턴 캐피털스 - 위니펙 제츠 | 내셔널 럭비 리그 - 멜버른 스톰 - 노스 퀸즐랜드 카우보이스 - 시드니 루스터스 미국 대학 팀 - 애리조나 대학교 - 캘리포니아 대학교 버클리 - 피츠버그 대학교 - 오번 대학교 - 애덤슨 대학교 - 플로리다 애틀랜틱 대학교 - 플로리다 국제 대학교 - 조지타운 대학교 - 조지아 공과대학교 - 일리노디 대학교 - 노터데임 대학교 - 메인 대학교 - 미시간 대학교 - 미시시피 대학교 - 네바다 대학교 리노 - 버지니아 대학교 - 팜비치 애틀랜틱 대학교 - 펜실베이니아 주립 대학교 - 로드아일랜드 대학교 - 펜실베이니아 시펀스버그 대학교 - 시러큐스 대학교 - 웨스트버지니아 대학교 - United States Naval Academy - Xavier University - Colegio de San Juan de Letran - 카토바 칼리지 - 코네티컷 대학교 |

## 같이 보기
- 로열 블루
- 하늘색